# Ardenner Cultur Boulevard

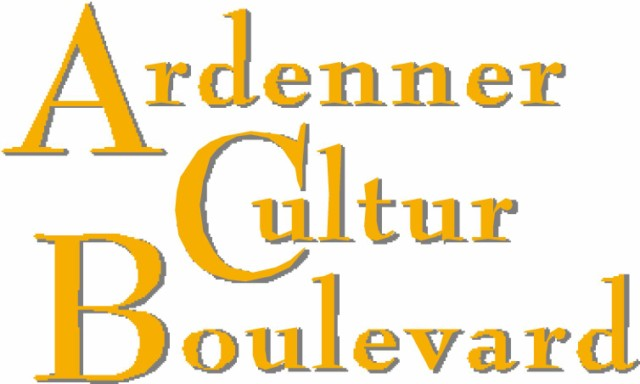
Logo des Ardenner Cultur Boulevards

Das Ardenner Cultur Boulevard (bis 2006 Ardenner Center) liegt zwischen Hergersberg (Belgien) und Losheim (Deutschland), mitten durch das Gelände verläuft die deutsch-belgische Grenze. Es umfasst mehrere Ausstellungen, Supermarkt und Fachgeschäfte, eine Tankstelle, ein Café/Bistro sowie einen belgischen Imbiss.

## Geschichte
Im Jahre 1929 kauften die Eheleute Nikolaus und Anna Balter (geb. Prömper), Verwandte des Losheimer Bahnhofvorstehers Gustav Prömper, welcher die Vennquerbahn eröffnet hatte, das Gasthaus „Zum Bahnhof“ an. Der ehemalige Gasthof brannte 1953 vollständig ab, worauf 1954 ein Neubau des Hotels mit 18 Zimmern errichtet wurde. Im Jahr 1975 erfolgte die Errichtung des Ardenner Grenzmarktes und der Möbel-Galerie zum Verkauf von belgischen Eichenmöbeln, Zigaretten und Kaffee. Der Preisunterschied zu Deutschland war sehr hoch, was viele Kunden anlockte. 1986 fand die Eröffnung des Cafés „OLD SMUGGLER“ statt, 1987 wurde der Begriff „Ardenner Center“ eingeführt.
Es folgten 1988 die Grundsteinlegung und 1989 die Eröffnung der Krippenausstellung ArsKRIPPANA. Nachdem 1993 die letzte Zollkontrolle am Grenzübergang Losheim erfolgt war, wurde 1997 die ArsTecnica als seinerzeit größte digital gesteuerte Modelleisenbahnanlage Europas im ehemaligen Zollamt eröffnet.
2001 wurde der Ardenner Grenzmarkt zum AD DELHAIZE Losheim erweitert. 2003 wurden die Ausstellungen an Guido und Michael Balter übergeben. Guido Balter übernahm die ArsTecnica, Michael Balter die ArsKRIPPANA. 2005 folgte eine Erweiterung der Ausstellung „ArsTecnica“ um Sonderausstellungen und die „OSTRA Sammlung“. Später eröffnete Michael Balter die ArsFigura (Puppenausstellung).
Im Jahre 2006 wurde die Anlage in „Ardenner Cultur Boulevard“ umbenannt.

## Ausstellungen
Der Ardenner Cultur Boulevard umfasste verschiedene Ausstellungen, hier in Eigenschreibweise aufgeführt:
- ArsKRIPPANA (Krippenausstellung)
- ArsMINERALIS in der ArsKRIPPANA
- ArsSHONA (Shonakunst aus Simbabwe)
- ArsTECNICA (Modelleisenbahnausstellung)
- ArsFIGURA (Puppenausstellung)

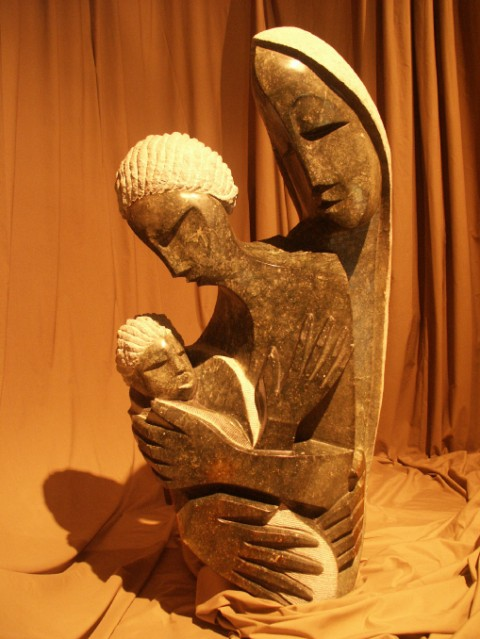
ArsSHONA
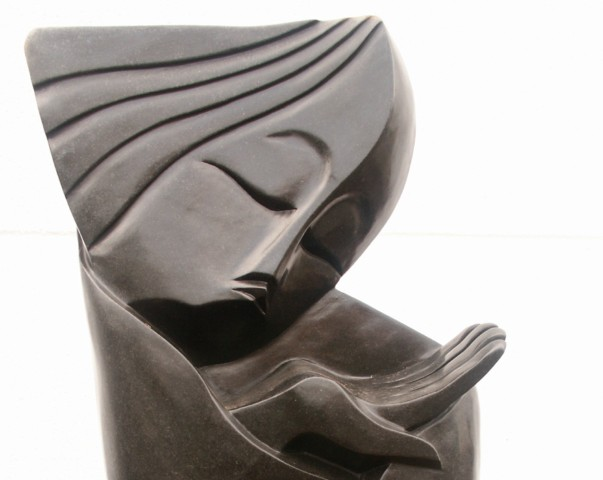
Shona-Kunst
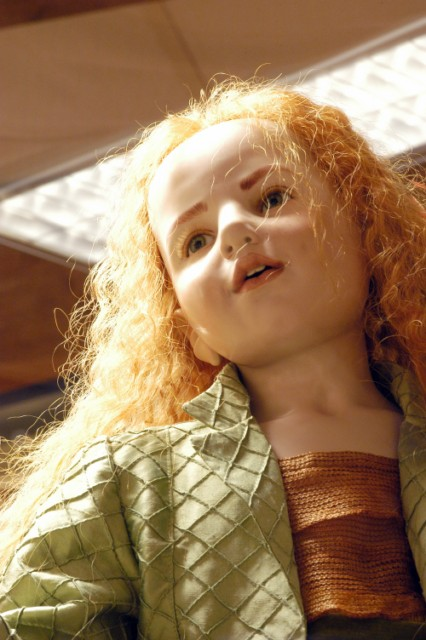
ArsFIGURA
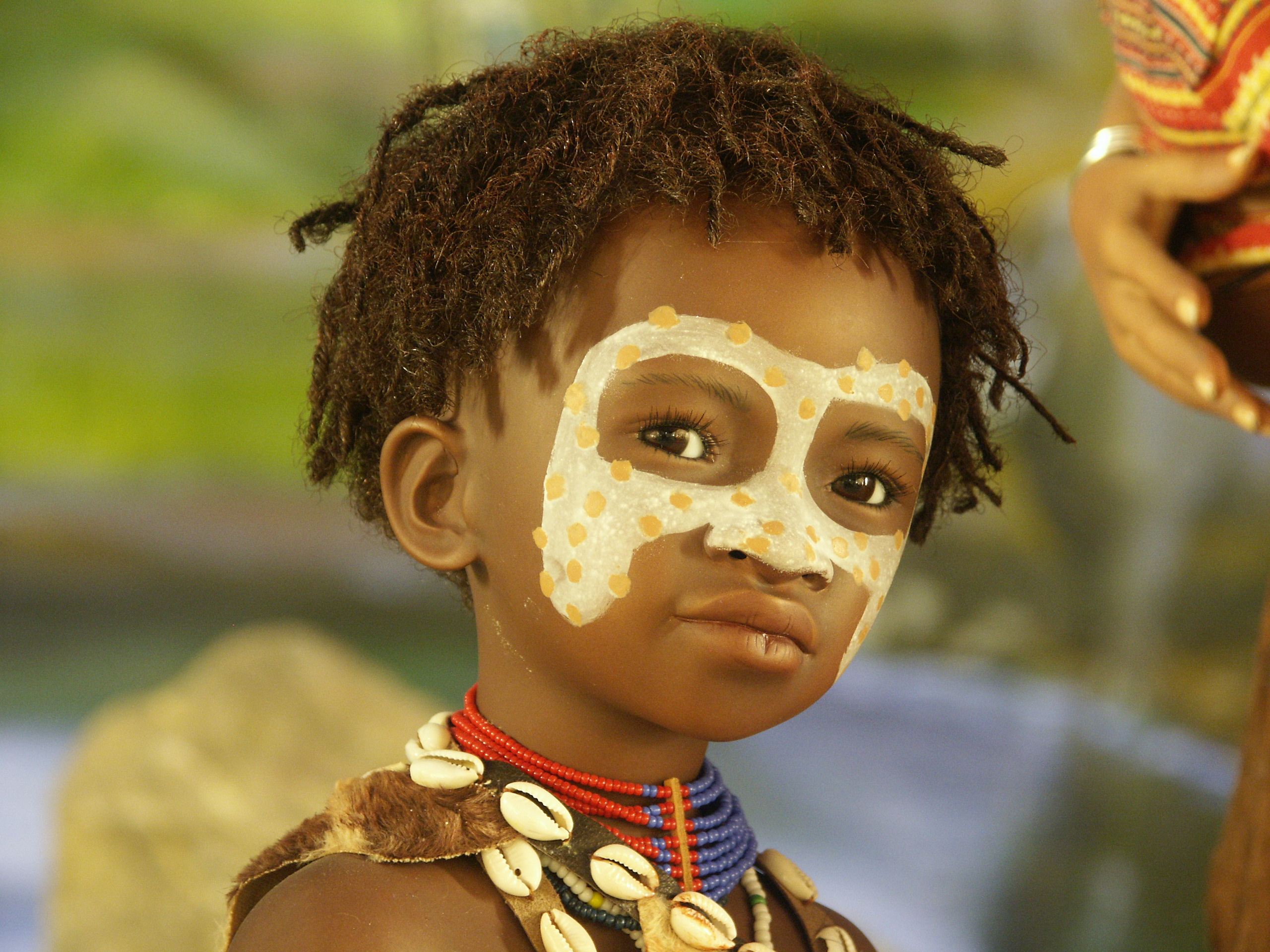
ArsFIGURA
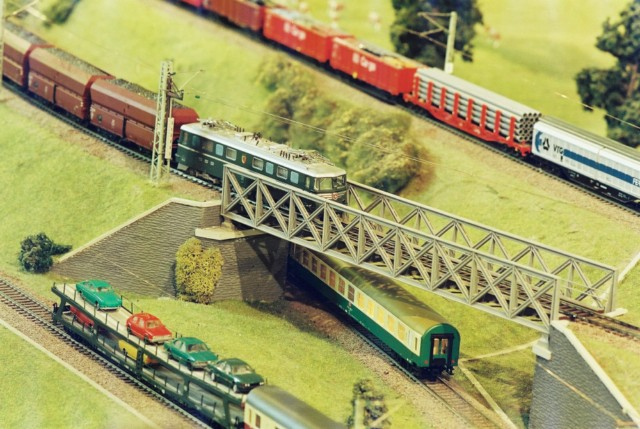
ArsTECNICA
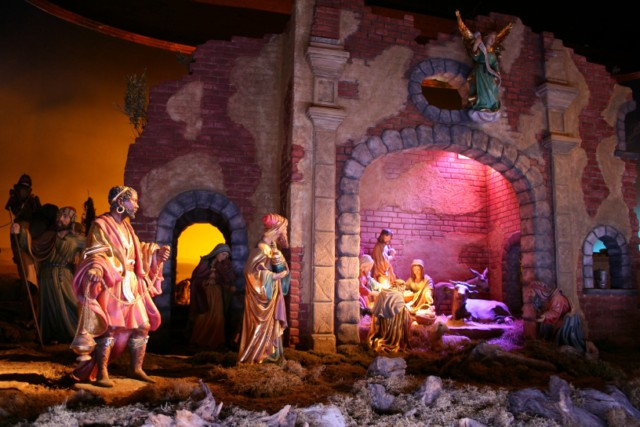
ArsKRIPPANA